# 胡安·鞄·普约尔
胡安·鞄·普约尔（Joan Pau Pujol，1570年6月18日—1626年5月17日），西班牙加泰罗尼亚文艺复兴及巴洛克早期的作曲家和管风琴演奏家。他的代表作主要为宗教音乐及世俗宗教音乐。

## 生平
胡安出生于西班牙马塔罗，1593年，他成为了巴塞罗那主教堂唱诗班乐师助理，但是几个月后他便离职去了达拉戈纳的主教堂成为了一名正式乐师。1595年他来到萨拉戈萨开始了长达十七年的首席乐师工作。1599年，西班牙国王费利佩三世到访萨拉戈萨聆听了胡安创作的的弥撒，对其大为赞赏。在萨拉戈萨期间，他成为了一名牧师。1612年，他回到巴塞罗那主教堂工作，直到1626年去世。他还协助了一些加泰罗尼亚地区的管风琴建设项目，贡献卓著。

## 作品
胡安的作品在西班牙教堂音乐中有很高的地位，他的大部分作品标注时间是他在巴塞罗那期间。因为在此期间，他被要求每年写作一定数量的教会音乐。他是一位高产的音乐家，传世有13首弥撒、8首尊主颂、72首经文歌等。其中他的经文歌在西班牙到17世纪依然流行。